# Ziegeleigrube Vorhalle

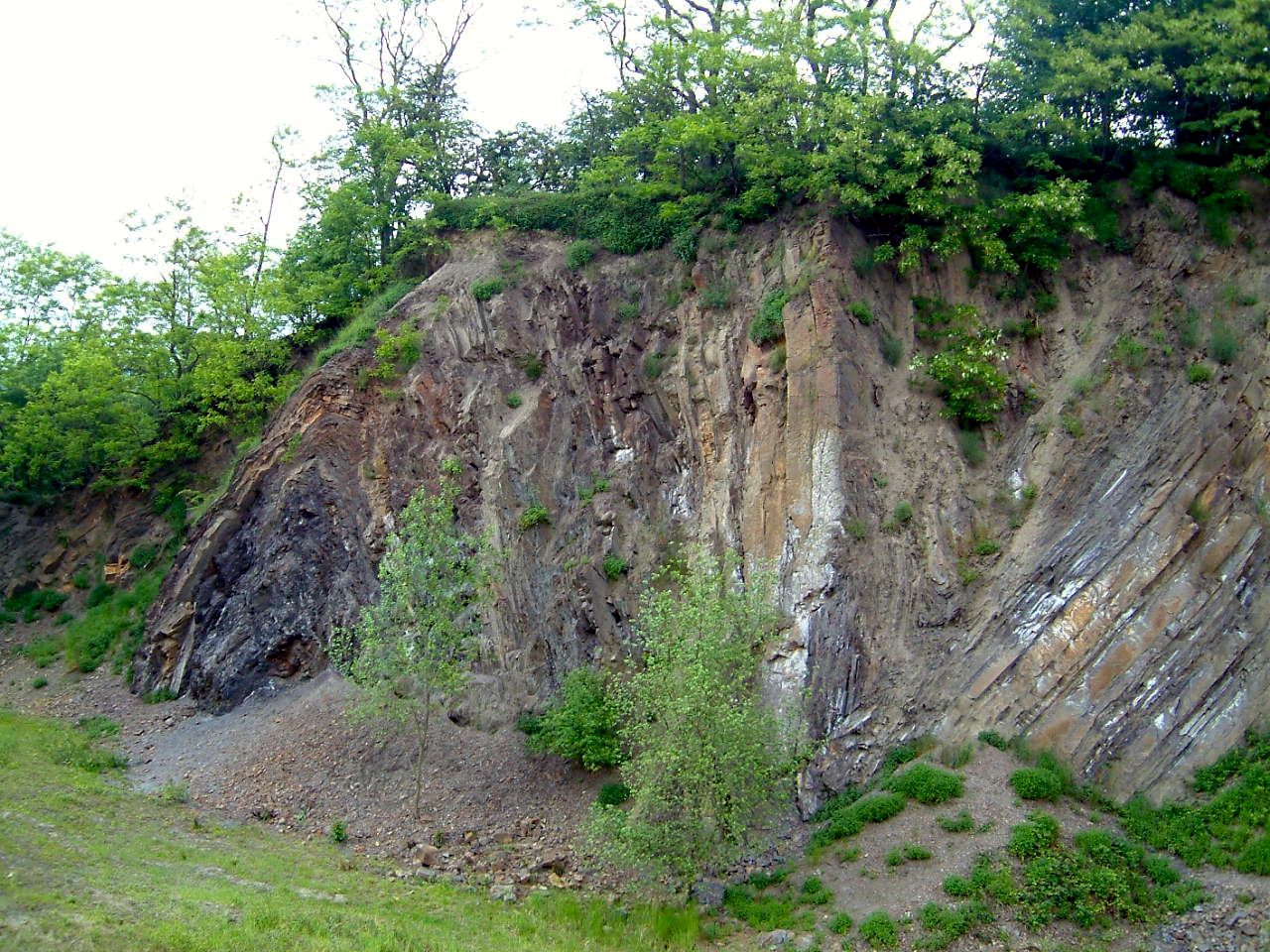
Ein Teil der „Kersberg-Wand“ im Steinbruch (2004)

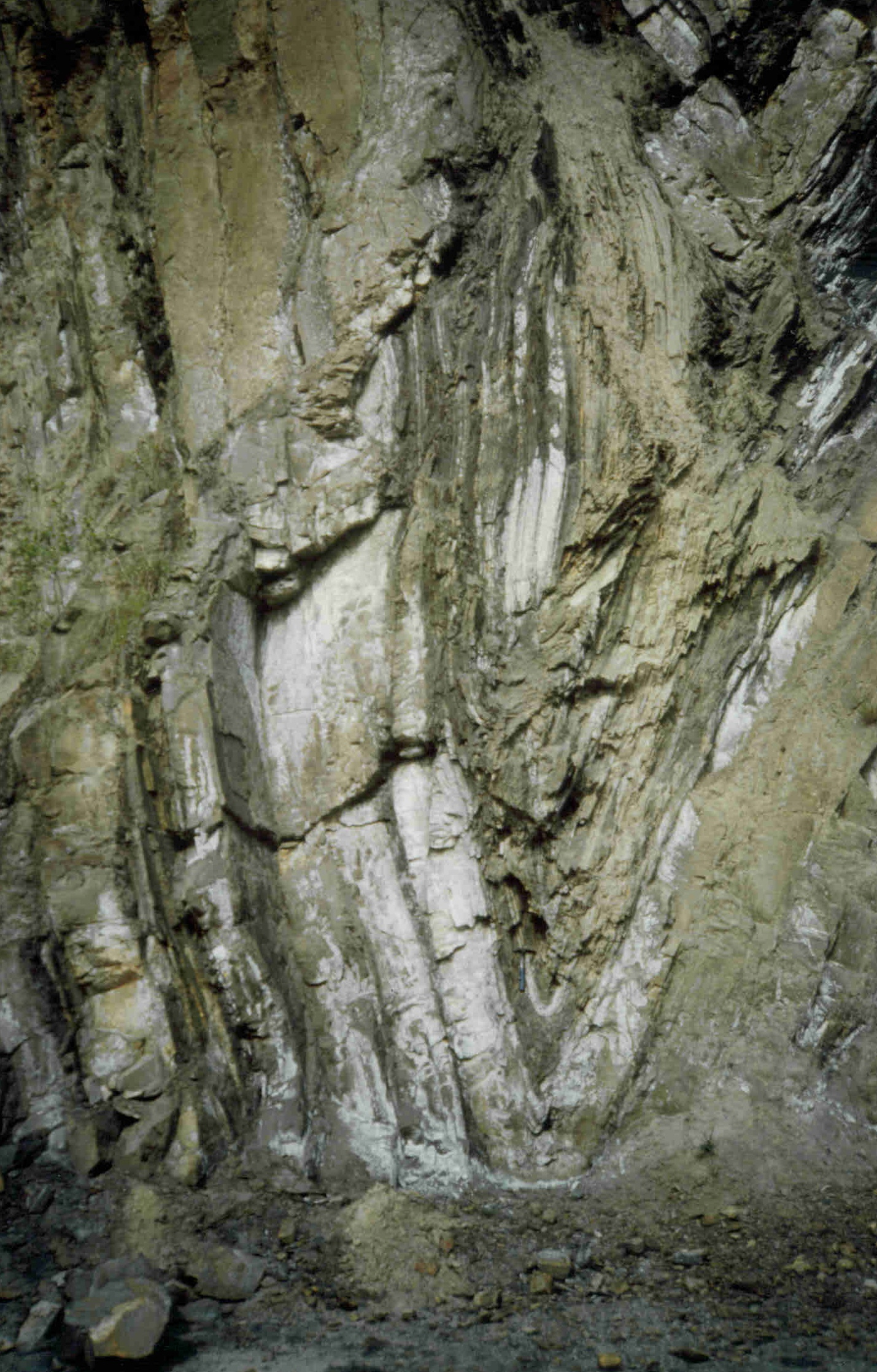
Spitzfalte in den Tonsteinen der Ziegeleigrube Vorhalle (1991)

Die Ziegeleigrube in Vorhalle, einem Stadtteil von Hagen in Nordrhein-Westfalen, ist ein ehemaliger Steinbruch der Vorhaller Klinkerwerke. Seit den 1920er Jahren gelten der noch vorhandene Steinbruch sowie ein heute nicht mehr vorhandener Aufschluss weltweit als die reichhaltigsten Fundstellen für Pflanzenfossilien aus dem tiefen Oberkarbon. Auch die bekannten Paläobotaniker Walther Gothan (1879–1954) und Winfried Remy (1924–1995) untersuchten die Steinbrüche in Vorhalle und die hier gefundenen Pflanzenfossilien.
Zu einer Lokalität von international bedeutendem Rang wurde sie durch die Entdeckung fossiler Spinnentiere und Insekten in einer zum Teil so vollständigen Erhaltung, wie bisher aus diesem Zeitabschnitt nicht bekannt war. Dies führte seit 1982 zu vielbeachteten wissenschaftlichen Ergebnissen und zahlreichen Publikationen.
Die Ziegeleigrube ist Typlokalität der Vorhaller Schichten des Namur. Im Mai 2006 wurde der aufgelassene Steinbruch als „Nationaler Geotop“ ausgezeichnet.

## Entstehung der Fossillagerstätte
Die in der Grube anstehenden Tonsteinschichten kamen während der Oberkarbon-Zeit (Namur B, vor 318 Millionen Jahren) in der Meeresbucht eines Flussdeltabereiches zur Ablagerung. Bei den mächtigeren Sandsteinen handelt es sich um kleinere Flussrinnen. Ein küstennaher Ablagerungsraum kann auch aufgrund der engen Vergesellschaftung von Faunenelementen aus verschiedenen Lebensbereichen angenommen werden.
Vom Festland wurden Landpflanzen (farnblättrige Pflanzen, Schachtelhalme, Siegel-, Schuppen- und Cordaitenbäume), Insekten (Libellen, Urnetzflügler, Urschnabelkerfe), Arachniden (u. a. Geißelskorpione) und Tausendfüßer eingeschwemmt oder eingeweht. Süßwasserfische (Stachelhaie, Strahlenflosser, Quastenflosser) konnten in der Bucht leben, da eine Überschichtung von Süßwasser auf Salzwasser stattfand. Marine Lebewesen der Bucht waren Goniatiten, Muscheln, Brachiopoden und Krebstiere.
Aufgrund der außerordentlich guten Erhaltung der Fossilien – zum Teil sind sogar Haut- und Farbreste überliefert – wird das Vorhaller Tonsteinvorkommen auch als Konservatlagerstätte bezeichnet.

## Vorhaller Dampfziegelei
Die Vorhaller Dampfziegelei, Verblendstein und Klinkerwerke GmbH wurde Anfang der 1860er Jahre von P.H. Schlickmann als Feldbrandziegelei gegründet. Ende der 1860er Jahre baute der Gründer den ersten Ringofen und begann mit der Fabrikation von Klinkern für den Kaminbau, Hoch- und Tiefbau sowie von feuer- und säurebeständige Klinkern.

## Fundgeschichte
Nachdem die Vorhaller Klinkerwerke die Ziegelproduktion im Jahre 1989 eingestellt hatten, wurde das Gelände völlig umgestaltet, um die Aufnahmekapazität zur Ablagerung von Bauschutt zu erhöhen. Dabei wurden die fossilführenden Schichten zunächst verschüttet, später aber wieder freigelegt.
Zwischen 1990 und 1997 führte das LWL-Museum für Naturkunde eine Grabung durch. Die Präparation der insgesamt 16.000 geborgenen Fossilien dauerte 2005 noch an; die wissenschaftliche Bearbeitung einzelner Fossilgruppen konnte inzwischen abgeschlossen werden.

## Verbleib der Funde
Die Funde werden im LWL-Museum für Naturkunde in Münster und im nahen Museum für Ur- und Frühgeschichte Wasserschloss Werdringen in Hagen ausgestellt. Darüber hinaus befinden sich noch einige Funde in Privatsammlungen.

## Natur- und Denkmalschutz, Tourismus
Die aufgelassenen Steinbruchwände mit der Kersberg-Wand sind als Naturdenkmal Nr. 1.3.2.2.4 Geologischer Aufschluss Steinbruch Vorhalle geschützt. Die weiteren Bereiche des Steinbruchs liegen im Landschaftsschutzgebiet Tücking, Auf der Halle und Umgebung.
Da es sich um ein geschütztes Bodendenkmal und um ein Naturdenkmal handelt, ist das Sammeln und Graben nach Fossilien im Steinbruch wie auch insbesondere das Betreten der Steinbruchwände und Schuttkegel verboten; dies dient auch dem Schutz wildlebender Pflanzen und Tiere in den Felsbereichen.
Das Museum für Ur- und Frühgeschichte Wasserschloss Werdringen bietet regelmäßig geologische Führungen in die Ziegeleigrube an.
Seit den 2000er Jahren plant die Stadt Hagen im Südwesten des Steinbruchgeländes den Neubau eines Wohngebiets. Zwecks touristischer Erschließung ist der Naturdenkmalbereich in das Plangebiet des Bebauungsplanentwurfs einbezogen.